# Portugal Fashion
O Portugal Fashion Week é um evento promovido anualmente em Portugal, com o objectivo de dar visibilidade, a nível nacional e internacional, ao sector têxtil e vestuário portugueses, no capítulo da moda. Apresenta anualmente as melhores propostas dos estilistas e costureiros mais consagrados e das empresas e marcas industriais com maior prestígio e melhor adequadas às últimas tendências da moda.
O Portugal Fashion Week é um evento promovido pela ANJE em colaboração com a ATP – Associação Têxtil e Vestuário de Portugal, contando ainda com a colaboração da AICEP – Agência para o Investimento e Comércio Externo de Portugal e a Câmara Municipal de Vila Nova de Gaia como parceiros institucionais.
A sua primeira edição aconteceu em Julho de 1995 e rapidamente se tornou um dos mais importantes eventos do mundo da moda em Portugal, com uma influência determinante na evolução quer do design de moda nacional, quer da produção e comercialização do mesmo sector, inclusive para exportação. Neste sentido, contribuiu para a mudança do paradigma de desenvolvimento da fileira têxtil e de vestuário. Sob a égide deste evento de moda, indústria e criadores evoluíram conjuntamente no sentido de uma aposta clara em novos factores de competitividade, como a qualidade, a inovação e o design.
Desde a sua primeira edição, o Portugal Fashion procura aproximar os criadores à indústria, e vice-versa, apostando em marcas em que o design é claramente entendido como um factor de competitividade e em designers que, sem prejuízo da componente artística que a moda comporta, assumem no seu trabalho uma perspectiva comercial e de marketing. Por outro lado, o evento integra desfiles de jovens criadores, facilitando assim a integração de novos designers no mercado de trabalho.
A nível internacional, o Portugal Fashion Internacional organiza, desde Novembro de 1999, desfiles de criadores e marcas portuguesas nos maiores certames de moda do mundo, como a "Semana do Prêt-à-Porter de Paris", a "7th on Sixth Fashion Week de Nova Iorque", a "Barcelona Fashion Week", "Semana da Alta-Costura de Paris" e o "São Paulo Fashion Week". Desta forma, as criações de designers e indústria têxtil portugueses são alvo da atenção da imprensa internacional e de agentes comerciais de vários pontos do mundo.